# Tipula gregoryi
Tipula gregoryi är en tvåvingeart som beskrevs av Edwards 1928. Tipula gregoryi ingår i släktet Tipula och familjen storharkrankar. Inga underarter finns listade i Catalogue of Life.